# Діп-Рівер (Айова)
Діп-Рівер (англ. Deep River) — місто (англ. city) в США, в окрузі Повешік штату Айова. Населення — 249 осіб (2020).

## Географія
Діп-Рівер розташований за координатами 41°34′52″ пн. ш. 92°22′24″ зх. д. / 41.58111° пн. ш. 92.37333° зх. д. (41.581179, -92.373227).  За даними Бюро перепису населення США в 2010 році місто мало площу 1,10 км², уся площа — суходіл.

## Демографія
Згідно з переписом 2010 року, у місті мешкало 279 осіб у 119 домогосподарствах у складі 75 родин. Густота населення становила 253 особи/км².  Було 130 помешкань (118/км²).
Расовий склад населення:
| - 100,0 % — білих |

До двох чи більше рас належало 0,0 %. Частка іспаномовних становила 0,0 % від усіх жителів.
За віковим діапазоном населення розподілялося таким чином: 24,7 % — особи молодші 18 років, 56,7 % — особи у віці 18—64 років, 18,6 % — особи у віці 65 років та старші. Медіана віку мешканця становила 37,7 року. На 100 осіб жіночої статі у місті припадало 102,2 чоловіків;  на 100 жінок у віці від 18 років та старших — 103,9 чоловіків також старших 18 років.
Середній дохід на одне домашнє господарство  становив 46 385 доларів США (медіана — 38 750), а середній дохід на одну сім'ю — 56 034 долари (медіана — 44 861). Медіана доходів становила 42 188 доларів для чоловіків та 28 750 доларів для жінок. За межею бідності перебувало 11,3 % осіб, у тому числі 13,5 % дітей у віці до 18 років та 11,5 % осіб у віці 65 років та старших.
Цивільне працевлаштоване населення становило 126 осіб. Основні галузі зайнятості: виробництво — 23,0 %, освіта, охорона здоров'я та соціальна допомога — 23,0 %, будівництво — 15,9 %, транспорт — 9,5 %.